# Xenus cinereus
Il piro-piro del Terek (Xenus cinereus Güldenstädt, 1829) è un uccello della famiglia degli Scolopacidi, unico rappresentante del genere Xenus.

## Aspetto
Il piro piro del Terek è un limicolo di dimensioni medio-piccole e ha un lungo becco rivolto all'insù di colore arancione con la punta nera; anche le zampe sono lunghe e sono interamente di un colore arancione acceso.
Il piumaggio non è molto appariscente, le parti superiori sono grigie uniformi mentre le parti inferiori sono candide.
Ha piedi palmati, caratteristica insolita tra gli Scolopacidi

## Distribuzione e habitat
Questo uccello vive in tutta l'Asia, in quasi tutta Europa (escluse Albania e repubbliche dell'ex Jugoslavia), in gran parte dell'Africa (tranne Algeria, Niger, Repubblica Centrafricana, Liberia, Guinea, Burkina Faso e Benin) e in Australia e Nuova Zelanda; vive anche in Alaska, California, Columbia Britannica, Florida e Argentina. È saltuario in Svezia, Svizzera, Francia, Spagna, Gran Bretagna e nel Vicino Oriente.
In Italia è un accidentale con poche osservazioni annuali.